# Autodromo Enzo e Dino Ferrari
Koordinati:   44°20′38″N, 11°43′00″E
Autodromo Enzo e Dino Ferrari je dirkališče, ki leži v italijanskem mestu Imola v deželi Emilija - Romanja. Poimenovano je po ustanovitelju Ferrarija Enzu Ferrariju in njegovem sinu Dinu.
Dirkališče je najbolj znano po dirkah Formule 1. Prvo je gostilo leta 1980, ko se je na njem odvijala Velika nagrada Italije. Med letoma 1981 in 2006 so na dirkališču redno potekale dirke za Veliko nagrado San Marina. Leta 2020 se je Formula 1 po štirinajstih letih vrnila v Imolo z dirko za Veliko nagrado Emilije - Romanje.

## Zmagovalci
| Leto | Dirkač                | Moštvo                | Poročilo |
| ---- | --------------------- | --------------------- | -------- |
| 2025 | Max Verstappen        | Red Bull Racing-RBPT  | Poročilo |
| 2024 | Max Verstappen        | Red Bull Racing-RBPT  | Poročilo |
| 2022 | Max Verstappen        | Red Bull Racing-RBPT  | Poročilo |
| 2021 | Max Verstappen        | Red Bull Racing-Honda | Poročilo |
| 2020 | Lewis Hamilton        | Mercedes              | Poročilo |
| 2006 | Michael Schumacher    | Ferrari               | Poročilo |
| 2005 | Fernando Alonso       | Renault               | Poročilo |
| 2004 | Michael Schumacher    | Ferrari               | Poročilo |
| 2003 | Michael Schumacher    | Ferrari               | Poročilo |
| 2002 | Michael Schumacher    | Ferrari               | Poročilo |
| 2001 | Ralf Schumacher       | Williams-BMW          | Poročilo |
| 2000 | Michael Schumacher    | Ferrari               | Poročilo |
| 1999 | Michael Schumacher    | Ferrari               | Poročilo |
| 1998 | David Coulthard       | McLaren-Mercedes      | Poročilo |
| 1997 | Heinz-Harald Frentzen | Williams-Renault      | Poročilo |
| 1996 | Damon Hill            | Williams-Renault      | Poročilo |
| 1995 | Damon Hill            | Williams-Renault      | Poročilo |
| 1994 | Michael Schumacher    | Benetton-Ford         | Poročilo |
| 1993 | Alain Prost           | Williams-Renault      | Poročilo |
| 1992 | Nigel Mansell         | Williams-Renault      | Poročilo |
| 1991 | Ayrton Senna          | McLaren-Honda         | Poročilo |
| 1990 | Riccardo Patrese      | Williams-Renault      | Poročilo |
| 1989 | Ayrton Senna          | McLaren-Honda         | Poročilo |
| 1988 | Ayrton Senna          | McLaren-Honda         | Poročilo |
| 1987 | Nigel Mansell         | Williams-Honda        | Poročilo |
| 1986 | Alain Prost           | McLaren-TAG           | Poročilo |
| 1985 | Elio de Angelis       | Lotus-Renault         | Poročilo |
| 1984 | Alain Prost           | McLaren-TAG           | Poročilo |
| 1983 | Patrick Tambay        | Ferrari               | Poročilo |
| 1982 | Didier Pironi         | Ferrari               | Poročilo |
| 1981 | Nelson Piquet         | Brabham-Ford          | Poročilo |
| 1980 | Nelson Piquet         | Brabham-Cosworth      | Poročilo |